# Belgische Arbeiterpartei
Die Belgische Arbeiterpartei (französisch Parti Ouvrier Belge (POB); niederländisch Belgische Werkliedenpartij (BWP)) war eine von 1885 bis 1978 bestehende gesamtbelgische, d. h. in Wallonien und Flandern tätige, sozialistische politische Partei.
1885 gegründet, wurde sie 1940 unter der deutschen Besatzung aufgelöst und nach dem Zweiten Weltkrieg unter dem Namen Belgische Sozialistische Partei (fr.: Parti Socialiste Belge (PSB); nl.: Belgische Socialistische Partij (BSP)) wiederbegründet. 1978 spaltete sie sich in die wallonische Parti Socialiste und die flämische Socialistische Partij auf, die bis heute Teil der parteipolitischen Landschaft Belgiens sind.

## Geschichte

### Vorgeschichte
Die gesamtbelgische Partei ist das Produkt einer Vielzahl von Fusionen und Angliederungen regionaler politischer Gruppierungen und Arbeitnehmerorganisationen. Die Wurzeln der Partei liegen in der 1877 gegründeten "Flämischen Sozialistischen Arbeiterpartei (Vlaamsche Socialistische Arbeidspartij (VSP)). Nach der Fusion mit mehreren Brüsseler sozialistischen Gruppierungen benannte sich die Partei 1880 in Belgische Socialistische Partij (BSP) um.

### 1885–1940: Belgische Arbeiterpartei
Im April 1885 entstand aus dem Zusammenschluss von BSP und der wallonischen sozialistischen Partei die Belgische Arbeiterpartei. Die Gründung wurde im Café „LeCygne“ („Der Schwan“) in Brüssel vollzogen. 1916 war der POB zum ersten Mal an der Regierung beteiligt. Zwischen den Weltkriegen stellte die Partei kontinuierlich Minister. Von 1928 bis zu seinem Tod am 27. Dezember 1938 stand Émile Vandervelde der Partei vor. An seine Stelle trat 1939 Henri de Man. Nach der Besetzung Belgiens durch die deutsche Wehrmacht löste dieser im Juni 1940 den POB auf, begrüßte die Besatzer als Befreier der Arbeiterklasse und rief zur Kollaboration mit ihnen auf. Viele ehemalige Parteimitglieder gingen in den Untergrund und leisteten Widerstand. Auf Initiative Achille Van Ackers wurden, zuerst in Flandern, ab 1942 auch in Wallonien, zahlreiche illegale Parteibüros gegründet.

### 1945–1978: Belgische Sozialistische Partei
Um den Neuanfang zu markieren, nannte sich die Partei nach dem Krieg Belgische Sozialistische Partei. Sie konnte auf den Strukturen aufbauen, die zu Zeiten des Widerstands im Untergrund entstanden waren.

## Wahlergebnisse

### Wahlergebnisse als Belgische Arbeiterpartei (POB/BWP)
| Jahr | Wahl                | Stimmenanteil | Sitze  |
| ---- | ------------------- | ------------- | ------ |
| 1890 | Parlamentswahl 1890 | 0,3 %         | 0/138  |
| 1892 | Parlamentswahl 1892 | 0,2 %         | 0/152  |
| 1894 | Parlamentswahl 1894 | 18,36 %       | 27/152 |
| 1896 | Parlamentswahl 1896 | 15,16 %       | 27/152 |
| 1898 | Parlamentswahl 1898 | 21,78 %       | 15/152 |
| 1900 | Parlamentswahl 1900 | 22,49 %       | 32/152 |
| 1900 | Senatswahl 1900     | 6,9 %         | 4/76   |
| 1902 | Parlamentswahl 1902 | 14,97 %       | 32/162 |
| 1904 | Parlamentswahl 1904 | 26,64 %       | 29/166 |
| 1904 | Senatswahl 1904     | 4,08 %        | 5/87   |
| 1906 | Parlamentswahl 1906 | 6,16 %        | 25/164 |
| 1908 | Parlamentswahl 1908 | 22,64 %       | 25/164 |
| 1910 | Parlamentswahl 1910 | 6,69 %        | 25/168 |
| 1912 | Parlamentswahl 1912 | 9,28 %        | 18/186 |
| 1912 | Senatswahl 1912     | 9,52 %        | 9/93   |
| 1914 | Parlamentswahl 1914 | 30,32 %       | 32/186 |
| 1919 | Parlamentswahl 1919 | 36,62 %       | 70/186 |
| 1919 | Senatswahl 1919     | 24,53 %       | 20/93  |
| 1921 | Parlamentswahl 1921 | 34,81 %       | 68/186 |
| 1921 | Senatswahl 1921     | 35,48 %       | 33/93  |
| 1925 | Parlamentswahl 1925 | 39,48 %       | 78/196 |
| 1925 | Senatswahl 1925     | 40,87 %       | 39/93  |
| 1929 | Parlamentswahl 1929 | 36,02 %       | 70/187 |
| 1929 | Senatswahl 1929     | 36,75 %       | 36/93  |
| 1932 | Parlamentswahl 1932 | 37,03 %       | 73/187 |
| 1932 | Senatswahl 1932     | 42,31 %       | 39/93  |
| 1936 | Parlamentswahl 1936 | 32,11 %       | 70/202 |
| 1936 | Senatswahl 1936     | 33,46 %       | 39/101 |
| 1939 | Parlamentswahl 1939 | 29,44 %       | 64/202 |
| 1939 | Senatswahl 1939     | 30,64 %       | 35/101 |

### Wahlergebnisse als Belgische Sozialistische Partei (PSB/BSP)
| Jahr | Wahl                | Stimmenanteil | Sitze  |
| ---- | ------------------- | ------------- | ------ |
| 1946 | Parlamentswahl 1946 | 31,57 %       | 69/202 |
| 1946 | Senatswahl 1946     | 31,22 %       | 34/101 |
| 1949 | Parlamentswahl 1949 | 29,76 %       | 66/212 |
| 1949 | Senatswahl 1949     | 29,98 %       | 33/106 |
| 1950 | Parlamentswahl 1950 | 34,51 %       | 73/212 |
| 1950 | Senatswahl 1950     | 34,82 %       | 37/106 |
| 1954 | Parlamentswahl 1954 | 37,34 %       | 82/212 |
| 1954 | Senatswahl 1954     | 36,70 %       | 42/106 |
| 1958 | Parlamentswahl 1958 | 35,79 %       | 80/212 |
| 1958 | Senatswahl 1958     | 35,87 %       | 40/106 |
| 1961 | Parlamentswahl 1961 | 36,72 %       | 84/212 |
| 1961 | Senatswahl 1961     | 36,84 %       | 45/106 |
| 1965 | Parlamentswahl 1965 | 28,28 %       | 64/212 |
| 1965 | Senatswahl 1965     | 28,33 %       | 31/106 |
| 1968 | Parlamentswahl 1968 | 27,10 %       | 59/212 |
| 1968 | Senatswahl 1968     | 28,46 %       | 33/106 |
| 1971 | Parlamentswahl 1971 | 25,28 %       | 57/212 |
| 1971 | Senatswahl 1971     | 25,45 %       | 22/106 |
| 1974 | Parlamentswahl 1974 | 26,66 %       | 59/212 |
| 1974 | Senatswahl 1974     | 25,11 %       | 27/106 |
| 1977 | Parlamentswahl 1977 | 24,48 %       | 62/212 |
| 1977 | Senatswahl 1977     | 27,32 %       | 32/106 |

## Bekannte Mitglieder
- Etkar André (1894–1936)
- Edward Anseele (1856–1938)
- Louis Bertrand (1866–1941)
- Louis de Brouckère (1870–1951)
- Henri de Man (1885–1953)
- César De Paepe (1841–1890)
- Jules Destrée (1863–1936)
- Alfred Defuisseaux (1843–1901)
- Camille Huysmans (1871–1968)
- Désiré Maroille (1862–1919)
- Paul Pastur (1866–1938)
- Marc Somerhausen (1899–1992)
- Paul-Henri Spaak (1899–1972)
- Freddy Terwagne (1925–1971)
- Achille Van Acker (1898–1975)
- Émile Vandervelde (1866–1938)
- August Vermeylen (1872–1945)